# Дом купца Алисова (Кременчуг)
Дом купца Алисова — один из немногих сохранившихся дореволюционных особняков города Кременчуг (Полтавская область, Украина). Включен в перечень памятников архитектуры города.

## История
Построенный на Херсонской улице в Крюкове (ныне улица Ивана Приходько) особняк принадлежал купцу Семёну Дмитриевичу Алисову. Алисов входил в Кременчугское городское по квартирному налогу присутствие Министерства Финансов, а позже также стал членом городской управы. Напротив особняка Алисова расположился дом купца Чуркина.
После революции 1917 года в особняке находились районный исполнительный комитет и районный комитет комсомола. С 1930-х годов в помещениях разместилась первая в Крюкове больница. Согласно другим источникам, больница разместилась в здании после Второй мировой войны, когда медицинские учреждения города, а также большая часть других построек, были разрушены.
Ныне в здании располагаются частные организации. Дом Алисова является памятником архитектуры.